# Réserve naturelle de Rauer
La réserve naturelle de Rauer  est une réserve naturelle norvégienne  qui est située dans la municipalité de Fredrikstad dans le comté d'Østfold.

## Description
La réserve naturelle est située sur l'île de Rauer où l'on trouve aussi le fort de Rauøy.
La zone a une superficie d'environ 0,9 km2 se situe sur les plages ouest de l'île où l'on trouve des affleurements rocheux formés par l'érosion maritime. L'île fait aussi partie du rift d'Oslo. La forêt à l'intérieur de la plage est de type feuillu à feuilles caduques. On y trouve aussi de très vieux chênes, les deux plus grands sont morts dans la période 1997-1999.